# 省提名
省提名（英語：Provincial Nomination Program， 简称PNP）是加拿大政府与各省或地区合作实施的一系列加拿大移民项目，每个省都有自己的要求和针对不同目标群体的分支项目。例如，在某个分支项目中，该省份或地区的目标可能是：商人、学生、熟练工人或半熟练工人。
省政府根据各自的目标管理提名，而联邦政府的移民部门，加拿大移民、难民及公民部，最终管理和决定加拿大永久居留申请。